# 국수
국수 또는 면(한국 한자: 麵, 麪)은 밀가루·쌀가루·메밀가루·감자가루 등으로 만든 반죽을 말거나, 틀에 누르거나, 밀어서 얇게 한 다음 써는 등 여러 가지 방법으로 가늘고 길게 뽑아 낸 것을 삶거나 튀겨서 먹는 음식을 가리킨다. 다양한 재료로 만든 국수에 고명을 얹어 먹는다. 기원전 6000년에서 5000년경에 중앙아시아 지방에서 만들기 시작해 아시아 전역으로 퍼진 것으로 알려졌다. 국수는 다양한 나라에서 다양한 방식으로 만들지만 공통적으로 그 긴 모양 때문에 수명이 길어지길 바라는 상징물로 여겨진다.

## 유래
중국과 이탈리아에서는 각자가 서로 국수의 원조라고 주장하고 있다. 2005년 10월에 중국 황하 강 유역의 라자 지방에서 4000년 정도 된 것으로 추정되는 가장 오래된 국수의 흔적이 발견되었다.

## 종류
크게 두 가지가 존재하는데 하나는 국물면, 다른 하나는 비빔면이며 이 차이는 국물이 있느냐 없느냐의 차이만 있을 뿐이다.
- 국물면의 경우는 그 자체만으로도 훌륭한 국이며 여기에 면만 추가된 형태이다. 가령 김치찌개에 면발만 넣어도 훌륭한 라면이 된다. 중화요리 중에서는 짬뽕, 울면 등이 이에 해당된다.
- 비빔면의 경우는 국물 없이 소스를 비벼서 먹는 국수이다. 중화요리 중에서는 짜장면이 해당된다.

## 세계의 국수

### 한국의 국수
- 가락국수
- 냉면
- 밀면
- 메밀국수
- 막국수
- 비빔국수
- 잔치국수
- 김치말이국수
- 쫄면
- 칼국수
- 짜장면
- 콩국수
- 라면(인스턴트)
- 컵라면
- 묵사발(묵국수)

### 중국의 국수
- 라몐
- 뱡뱡몐
- 쌀국수
- 울면
- 자장몐
- 도삭면
- 탄탄면
- 작장면
- 마라탕면

### 일본의 국수
- 라멘
- 소면
- 소바
- 우동
- 야끼소바
- 짬뽕(나가사키)

### 이탈리아의 국수
- 파스타(스파게티)

### 베트남의 국수
- 쌀국수(분, 바인 퍼)

## 제조 방법
다음은 대표적인 국수를 만드는 방법이다.
- 짜장면, 짬뽕 등의 중화요리의 국수는 계속 길게 잡아 늘여서 만든다. 약간 굵은 편이고 쫄깃한 식감이 난다.
- 칼국수는 얇게 펴서 말은 다음 칼로 썰어 길고 가늘게 면을 만든다.
- 냉면은 구멍이 뚫린 도구를 사용하여 반죽을 밀어내어 면을 만든다.
- 라면의 경우 작은 공간 안에 최대한 밀집시켜 넣어야 하기 때문에 꼬불꼬불한 모양을 하고 있으며 짜장면과 같은 방법으로 면을 뽑은 후 기름에 바짝 튀긴다.
- 건면은 불에 찌거나 뜨거운 물에 삶거나 기름에 튀기는 것이 아닌 햇빛에 말려서 면을 만든다.

위의 짜장면, 칼국수, 냉면은 반죽에서 국수를 만들어 내자마자 바로 익혀 먹는 방법이지만, 소면이나 즉석 라면, 스파게티면 등은 국수를 만든 후 건조하거나 한 번 익힌(또는 튀긴) 다음 건조해서 오랫동안 보관하여, 유통하기 쉬운 형태로 만들어 간편하게 먹을 수 있다.

## 같이 보기
- 국수 목록